# Сухая Речка (приток Малого Кинеля)
Суха́я Ре́чка — река в России, протекает по Кинель-Черкасскому району Самарской области. Устье реки находится в 22 километрах от устья по левому берегу реки Малый Кинель. Длина Сухой Речки — 18 километров, площадь водосборного бассейна — 62,9 км².

## Данные водного реестра
По данным государственного водного реестра России, Сухая Речка относится к Нижневолжскому бассейновому округу. Водохозяйственный участок реки — Большой Кинель от истока и до устья, без реки Кутулук от истока до Кутулукского гидроузла. Речной бассейн Сухой Речки — Волга от верхнего Куйбышевского водохранилища до впадения в Каспий.
Код объекта в государственном водном реестре — 11010000812112100008401.